# Lekkoatletyka na Letnich Igrzyskach Olimpijskich 1912 – sztafeta 4 × 100 m mężczyzn

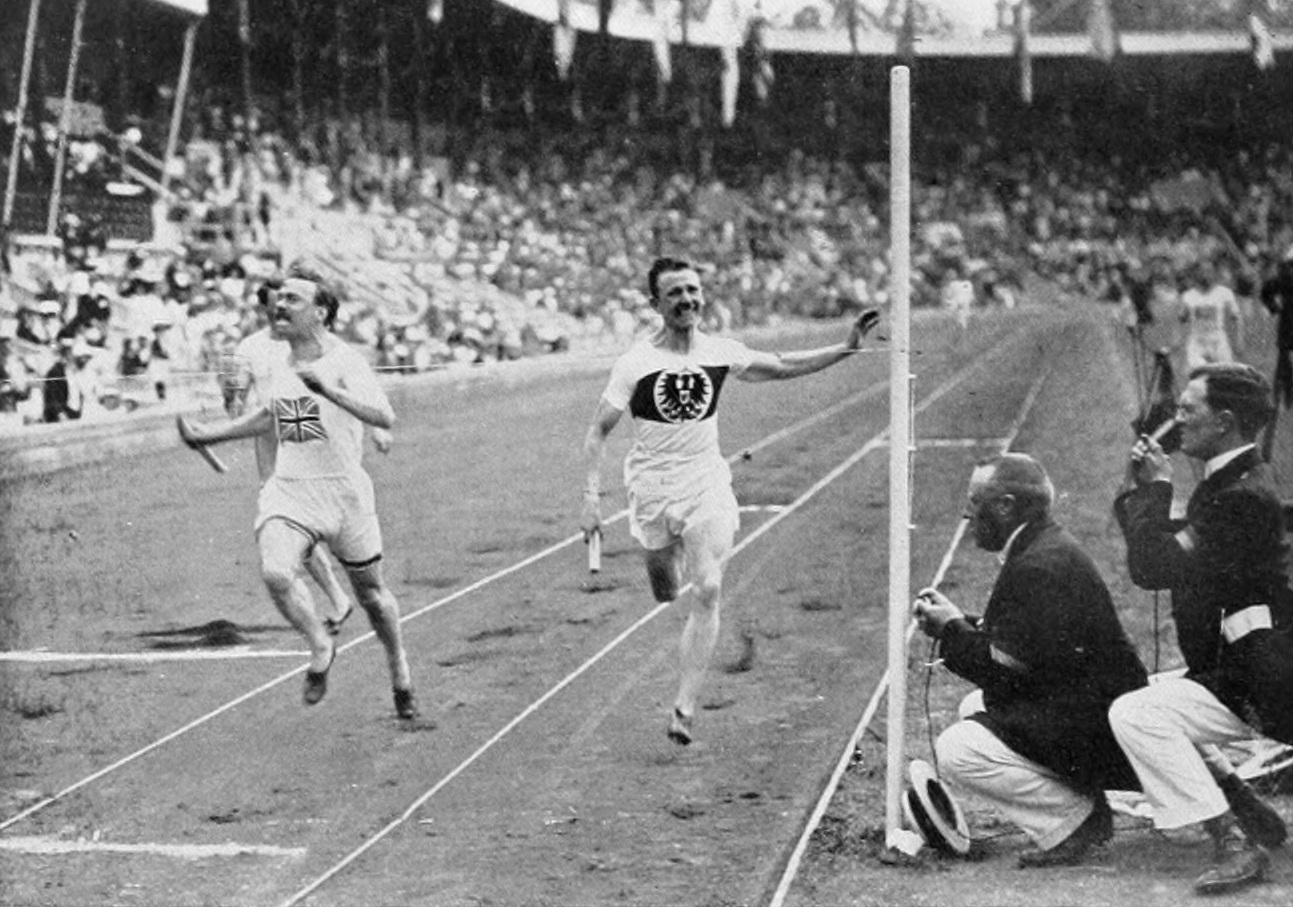
Zwycięstwo Brytyjczyków.

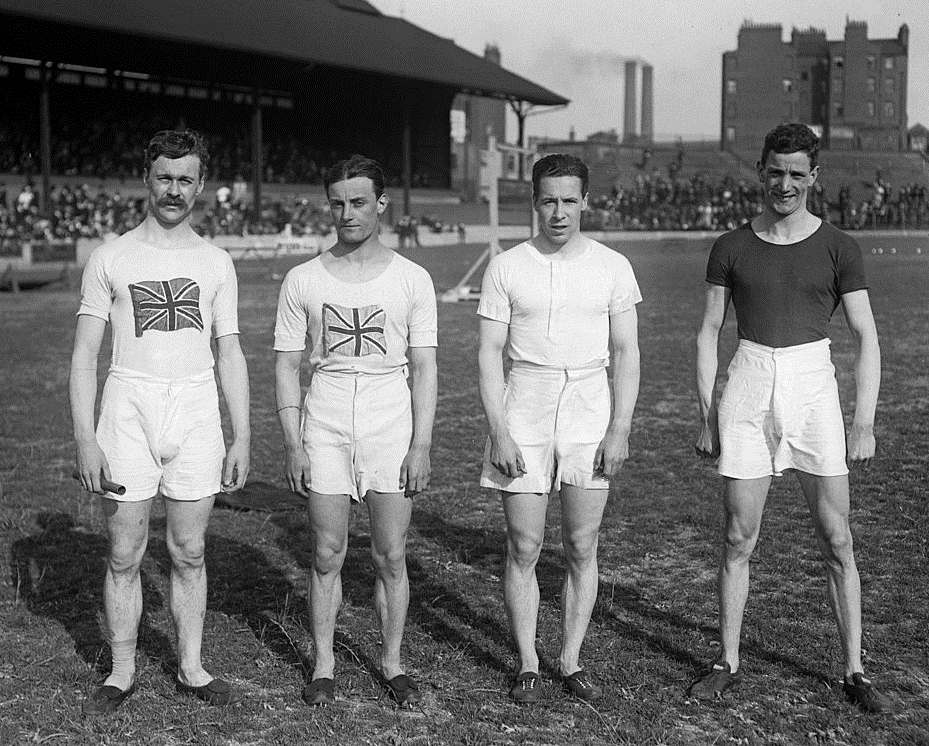
Sztafeta brytyjska: (od lewej) d’Arcy, Applegarth, Macintosh, Jacobs

Sztafeta 4 × 100 metrów mężczyzn była jedną z konkurencji lekkoatletycznych rozgrywanych podczas V Igrzysk Olimpijskich w Sztokholmie. Biegi eliminacyjne i półfinałowe rozegrano 8 lipca 1912 r., zaś bieg finałowy — 9 lipca 1912 r. Złoto zdobyła ekipa brytyjska w składzie: David Jacobs, Henry Macintosh, Victor d’Arcy i William Applegarth.
Stany Zjednoczone dysponując pięcioma zawodnikami, którzy dostali się do finału w biegu na 100 metrów byli zdecydowanymi faworytami. Lecz w półfinale reprezentacja została zdyskwalifikowana, za przekazanie pałeczki poza strefą zmiany. W finale wystartowały trzy drużyny: niemiecka, szwedzka i brytyjska. Każda z nich pobiegła szybciej od rekordu świata ustanowionego czasem 43,5 sekundy 19 maja 1912 r. przez ekipę niemiecką. Niemcy zwyciężając półfinał z najlepszym czasem - 42,3 s. - przy absencji Amerykanów, stali się głównymi kandydatami do złota. Lecz w finale zostali zdyskwalifikowani za niewłaściwą zmianę pałeczki. Po dyskwalifikacji Niemców, Szwedzi, którzy zajęli trzecie miejsce w biegu, zostali nagrodzeni srebrnymi medalami.

## Wyniki

### Eliminacje
Bieg 1
| Miejsce | Zawodnicy                                                            | Czas | Uwagi |
| ------- | -------------------------------------------------------------------- | ---- | ----- |
| 1       | Kanada: (Frank McConnell, Frank Lukeman, Harry Beasley, John Howard) | 46,2 | Q     |

Bieg 2
| Miejsce | Zawodnicy                                                                   | Czas | Uwagi |
| ------- | --------------------------------------------------------------------------- | ---- | ----- |
| 1       | Stany Zjednoczone: (Ira Courtney, Frank Belote, Clement Wilson, Carl Cooke) | 43,7 | Q     |

Bieg 3
| Miejsce | Zawodnicy                                                                           | Czas | Uwagi |
| ------- | ----------------------------------------------------------------------------------- | ---- | ----- |
| 1       | Wielka Brytania: (David Jacobs, Henry Macintosh, Victor d’Arcy, William Applegarth) | 45,0 | Q     |

Bieg 4
| Miejsce | Zawodnicy                                                          | Czas | Uwagi |
| ------- | ------------------------------------------------------------------ | ---- | ----- |
| 1       | Szwecja: (Ivan Möller, Charles Luther, Ture Person, Knut Lindberg) | 43,6 | Q     |

Bieg 5
| Miejsce | Zawodnicy                                                                 | Czas   | Uwagi |
| ------- | ------------------------------------------------------------------------- | ------ | ----- |
| 1       | Ces. Niemieckie: (Karl von Halt, Max Herrmann, Erwin Kern, Richard Rau)   | 43,6 = | Q     |
| 2       | Austria: (Gustav Kröjer, Rudolf Rauch, Fritz Weinzinger, Fritz Fleischer) | 44,8   |       |

Bieg 6
| Miejsce | Zawodnicy                                                               | Czas | Uwagi |
| ------- | ----------------------------------------------------------------------- | ---- | ----- |
| 1       | Węgry: (Ferenc Szobota, Vilmos Rácz, Pál Szalay, István Jankovich)      | 43,7 | Q     |
| 2       | Francja: (Pierre Failliot, Georges Rolot, Charles Lelong, René Mourlon) | 43,8 |       |

### Półfinały
Półfinał 1
Stany Zjednoczone zostały zdyskwalifikowane za przekroczenie strefy zmian przy pierwszej zmianie pałeczki.

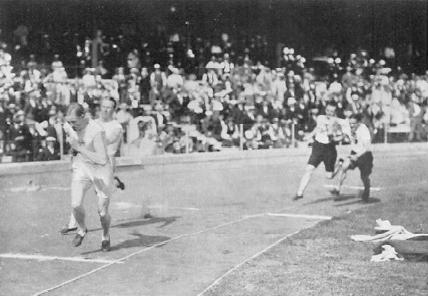
Po lewej drużyna szwedzka, po prawej drużyna węgierska.

| Miejsce | Zawodnicy                                                                           | Czas            | Uwagi |
| ------- | ----------------------------------------------------------------------------------- | --------------- | ----- |
| 1       | Wielka Brytania: (David Jacobs, Henry Macintosh, Victor d’Arcy, William Applegarth) | 43,0            | Q     |
| —       | Stany Zjednoczone: (Ira Courtney, Frank Belote, Clement Wilson, Carl Cooke)         | Dyskwalifikacja |       |

Półfinał 2
| Miejsce | Zawodnicy                                                          | Czas | Uwagi |
| ------- | ------------------------------------------------------------------ | ---- | ----- |
| 1       | Szwecja: (Ivan Möller, Charles Luther, Ture Person, Knut Lindberg) | 42,5 | Q     |
| 2       | Węgry: (Ferenc Szobota, Vilmos Rácz, Pál Szalay, István Jankovich) | 42,9 |       |

Półfinał 3
| Miejsce | Zawodnicy                                                            | Czas | Uwagi |
| ------- | -------------------------------------------------------------------- | ---- | ----- |
| 1       | Ces. Niemieckie: (Otto Röhr, Max Herrmann, Erwin Kern, Richard Rau)  | 42,3 | Q     |
| 2       | Kanada: (Frank McConnell, Frank Lukeman, Harry Beasley, John Howard) | 43,5 |       |

### Finał

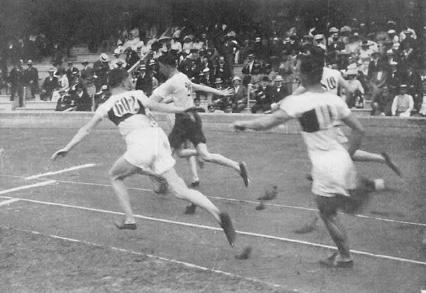
Zmiana osady niemieckiej.

Rau, próbując nadrobić straty pierwszych zmian, skończył bieg tuż za Applegarthem, lecz ostatecznie Niemcy zostali zdyskwalifikowani za przekroczenie strefy zmiany przez Erwina Kerna. Srebro przyznano Szwedom.
| Miejsce | Zawodnicy                                                                          | Czas            |
| ------- | ---------------------------------------------------------------------------------- | --------------- |
| 1       | Wielka Brytania: David Jacobs, Henry Macintosh, Victor d’Arcy, William Applegarth) | 42,4            |
| 2       | Szwecja: (Ivan Möller, Charles Luther, Ture Person, Knut Lindberg)                 | 42,6            |
| —       | Ces. Niemieckie: (Otto Röhr, Max Herrmann, Erwin Kern, Richard Rau)                | Dyskwalifikacja |